# Giải vô địch bóng đá trong nhà châu Á 2005
Giải vô địch bóng đá trong nhà châu Á 2005 (tiếng Anh: 2005 AFC Futsal Championship) là mùa giải thứ bảy của Giải vô địch bóng đá trong nhà châu Á, giải đấu bóng đá trong nhà dành cho các đội tuyển bóng đá trong nhà quốc gia hàng đầu châu Á do Liên đoàn bóng đá châu Á (AFC) tổ chức. Giải đấu được tổ chức từ ngày 22 tháng 5 đến ngày 4 tháng 6 năm 2005 tại Thành phố Hồ Chí Minh, Việt Nam. Một số lượng kỷ lục 24 đội tham dự đã được ghi nhận cho giải lần này, trong đó có bốn đội lần đầu góp mặt tại giải đấu là Bhutan, Qatar, Turkmenistan và đội chủ nhà Việt Nam. 
Lần đầu tiên trong giải đấu, AFC đã giới thiệu một thể thức thi đấu mới nhằm tăng cơ hội cọ xát cho các đội tuyển của châu lục, theo đó sáu đội đầu bảng và hai đội nhì bảng xuất sắc nhất sẽ lọt vào vòng đấu loại trực tiếp thông thường để tranh giải Cúp vàng, trong khi 16 đội bóng còn lại sẽ lọt vào vòng tranh giải Cúp bạc. Đây cũng là lần cuối cùng Giải vô địch bóng đá trong nhà châu Á được tổ chức như một sự kiện mở, trước khi vòng loại bắt đầu được tiến hành kể từ năm 2006. 
Iran đã đánh bại Nhật Bản trong trận chung kết để giành chức vô địch thứ bảy liên tiếp.

## Địa điểm
| Thành phố Hồ Chí Minh | Thành phố Hồ Chí Minh  |
| --------------------- | ---------------------- |
| Nhà thi đấu Phú Thọ   | Nhà thi đấu Quân khu 7 |
| Sức chứa: 5.000       | Sức chứa: 3.500        |
|                       |                        |

## Bốc thăm
Lễ bốc thăm diễn ra vào ngày 4 tháng 3 năm 2005 tại khách sạn Rex, Thành phố Hồ Chí Minh. 24 đội tham dự được chia thành sáu bảng, trở thành giải vô địch bóng đá trong nhà châu Á có quy mô lớn nhất kể từ khi được thành lập vào năm 1999.

### Kết quả bốc thăm
Kết quả bốc thăm như sau:
| VT | Đội          |
| -- | ------------ |
| A1 | Thái Lan     |
| A2 | Trung Quốc   |
| A3 | Maldives     |
| A4 | Turkmenistan |

| VT | Đội         |
| -- | ----------- |
| B1 | Uzbekistan  |
| B2 | Palestine   |
| B3 | Ma Cao      |
| B4 | Philippines |

| VT | Đội    |
| -- | ------ |
| C1 | Iran   |
| C2 | Kuwait |
| C3 | Liban  |
| C4 | Bhutan |

| VT | Đội               |
| -- | ----------------- |
| D1 | Hàn Quốc          |
| D2 | Đài Bắc Trung Hoa |
| D3 | Tajikistan        |
| D4 | Qatar             |

| VT | Đội       |
| -- | --------- |
| E1 | Nhật Bản  |
| E2 | Malaysia  |
| E3 | Indonesia |
| E4 | Guam      |

| VT | Đội        |
| -- | ---------- |
| F1 | Kyrgyzstan |
| F2 | Iraq       |
| F3 | Hồng Kông  |
| F4 | Việt Nam   |

## Đội hình
Mỗi đội phải đăng ký một đội hình gồm 14 cầu thủ, trong đó có tối thiểu hai thủ môn.

## Vòng bảng
Sáu đội đứng đầu mỗi bảng và hai đội nhì bảng có thành tích tốt nhất sẽ lọt vào vòng tranh giải Cúp vàng, các đội còn lại vào vòng tranh Cúp bạc. 
Các tiêu chí
Các đội được xếp hạng theo điểm (thắng 3 điểm, hòa 1 điểm, thua 0 điểm), và nếu bằng điểm, các tiêu chí sau đây sẽ được áp dụng theo thứ tự để xác định thứ hạng:
1. Hiệu số bàn thắng bại trong tất cả các trận đấu vòng bảng;
2. Số bàn thắng ghi được trong tất cả các trận đấu vòng bảng;
3. Điểm thu được trong các trận đấu bảng giữa các đội liên quan;
4. Hiệu số bàn thắng trong các trận đấu bảng giữa các đội liên quan;
5. Số bàn thắng ghi được trong các trận đấu bảng giữa các đội liên quan;
6. Sút luân lưu nếu chỉ có hai đội bằng điểm và gặp nhau ở lượt đấu cuối cùng của vòng bảng;
7. Điểm thẻ phạt (điểm số ít hơn tính theo số thẻ vàng và đỏ nhận được trong các trận đấu vòng bảng);
8. Bốc thăm.

### Bảng A
| VT | Đội          | ST | T | H | B | BT | BB | HS  | Đ | Giành quyền tham dự |
| -- | ------------ | -- | - | - | - | -- | -- | --- | - | ------------------- |
| 1  | Thái Lan     | 3  | 2 | 1 | 0 | 49 | 3  | +46 | 7 | Vòng tranh Cúp vàng |
| 2  | Trung Quốc   | 3  | 2 | 1 | 0 | 37 | 2  | +35 | 7 | Vòng tranh Cúp vàng |
| 3  | Turkmenistan | 3  | 1 | 0 | 2 | 8  | 38 | −30 | 3 |                     |
| 4  | Maldives     | 3  | 0 | 0 | 3 | 0  | 51 | −51 | 0 |                     |

| Thái Lan                                                                                       | 23 – 2                                 | Turkmenistan    |
| ---------------------------------------------------------------------------------------------- | -------------------------------------- | --------------- |
| - Panuwat - Joe - Lertchai - Anocha - Pattaya - Innui - Weerasak - Semphin - Narogsak Khongtew | Chi tiết Chi tiết (VFF) Chi tiết (AFC) | - Taji - Agajan |

| Trung Quốc                                                                                      | 21 – 0                            | Maldives |
| ----------------------------------------------------------------------------------------------- | --------------------------------- | -------- |
| - Zhang Jiong - Wu Zhuo Xi - Li Jian - Wang Xiao Yu - Li Di Ming - Yang Du - Yan Fei - Zhang Xi | Chi tiết Chi tiết (Futsal Planet) |          |

| Turkmenistan                | 5 – 0    | Maldives |
| --------------------------- | -------- | -------- |
| - Taji 10', ?', ?' · Yilham | Chi tiết |          |

| Trung Quốc  | 1 – 1    | Thái Lan   |
| ----------- | -------- | ---------- |
| Yan Fei 39' | Chi tiết | Panuwat 6' |

| Turkmenistan | 1 – 15   | Trung Quốc |
| ------------ | -------- | --- |
| - Taji       | Chi tiết | - Yang Du - Xiong Sui - Li Kou Chang - Wang Xiao Yu - Li Di Ming - Wu Zhuo Xi - Zhang Xi - Li Jian Lei - Yang Zhi Kai |

| Thái Lan                                                                                       | 25 – 0   | Maldives |
| ---------------------------------------------------------------------------------------------- | -------- | -------- |
| - Prasat - Joe - Pattaya - Lertchai - Anocha - Narongsak - Weerasak - Jadel - Semphin - Anuwat | Chi tiết |          |

### Bảng B
| VT | Đội         | ST | T | H | B | BT | BB | HS  | Đ | Giành quyền tham dự |
| -- | ----------- | -- | - | - | - | -- | -- | --- | - | ------------------- |
| 1  | Uzbekistan  | 3  | 3 | 0 | 0 | 29 | 3  | +26 | 9 | Vòng tranh Cúp vàng |
| 2  | Palestine   | 3  | 2 | 0 | 1 | 24 | 15 | +9  | 6 |                     |
| 3  | Philippines | 3  | 0 | 1 | 2 | 7  | 23 | −16 | 1 |                     |
| 4  | Ma Cao      | 3  | 0 | 1 | 2 | 5  | 24 | −19 | 1 |                     |

| Uzbekistan                                                              | 7 – 1    | Philippines |
| ----------------------------------------------------------------------- | -------- | ----------- |
| - Yasupjadjanov - Odushev - Ahmedov - Zakirov - Abdulla - Sharafutdinov | Chi tiết | Nejadsafavi |

| Palestine                                          | 9 – 2    | Ma Cao                        |
| -------------------------------------------------- | -------- | ----------------------------- |
| - Al Shurfa - Al Hajjar - Huthut - Hasnain - Rabee | Chi tiết | - Ho Wai Tong - Leong Chongin |

| Philippines                 | 2 – 2    | Ma Cao                                |
| --------------------------- | -------- | ------------------------------------- |
| - Boromeo 20' - Rosario 20' | Chi tiết | - Ho Wai Tong 19' - Leong Lap San 21' |

| Palestine | 1 – 9    | Uzbekistan                                                                             |
| --------- | -------- | -------------------------------------------------------------------------------------- |
| Rabee     | Chi tiết | - Ahmedov 7' - Odushev - Sharafuldinov - Yusupdjenov - Kudratov - Muhitdinov - Korolev |

| Philippines                   | 4 – 14   | Palestine                                                      |
| ----------------------------- | -------- | -------------------------------------------------------------- |
| - Borromeo - Rosario - Lozeno | Chi tiết | - Huttut - Nader - Hazen - Mustafa - Ahmed - Hashem - Hassnain |

| Uzbekistan                                                    | 13 – 1   | Ma Cao              |
| ------------------------------------------------------------- | -------- | ------------------- |
| - Mamedov - Zaklov - Burlev - Kudratov - Mulvidinov - Odushev | Chi tiết | - Leong Lap San 36' |

### Bảng C
| VT | Đội    | ST | T | H | B | BT | BB | HS  | Đ | Giành quyền tham dự |
| -- | ------ | -- | - | - | - | -- | -- | --- | - | ------------------- |
| 1  | Iran   | 3  | 3 | 0 | 0 | 38 | 5  | +33 | 9 | Vòng tranh Cúp vàng |
| 2  | Kuwait | 3  | 2 | 0 | 1 | 16 | 4  | +12 | 6 | Vòng tranh Cúp vàng |
| 3  | Liban  | 3  | 1 | 0 | 2 | 19 | 15 | +4  | 3 |                     |
| 4  | Bhutan | 3  | 0 | 0 | 3 | 5  | 54 | −49 | 0 |                     |

| Iran                                                                                    | 27 – 2   | Bhutan           |
| --------------------------------------------------------------------------------------- | -------- | ---------------- |
| - Raeisi 1' - Vahid - Hossein - Hazhemzadeh - Maheri - Tikdari - Zarfi - Azimaei - Reza | Chi tiết | - Dorji - Dendup |

| Kuwait                            | 3 – 2                  | Liban                |
| --------------------------------- | ---------------------- | -------------------- |
| - Al Asfour 15' - Khalf - Al Mass | Chi tiết Chi tiết (FP) | - Atwi 1' - Itani 8' |

| Bhutan             | 2 – 14   | Liban                                                        |
| ------------------ | -------- | ------------------------------------------------------------ |
| - Wangchuk - Dorji | Chi tiết | - Atwi - Takaji - Itani - Hammoud - Said - Fadlallah - Daher |

| Kuwait | 0 – 1    | Iran          |
| ------ | -------- | ------------- |
|        | Chi tiết | - Hashemzadeh |

| Bhutan | 1 – 13   | Kuwait                                                                       |
| ------ | -------- | ---------------------------------------------------------------------------- |
| Dorji  | Chi tiết | - Al Asfour - Al Otaibi - Al Mass - Humoud - Al Othman - Al Mutari - Al Naqi |

| Iran                                          | 10 – 3   | Liban                    |
| --------------------------------------------- | -------- | ------------------------ |
| - Vahid - Raeisi - Hashemzadeh - Reza - Javad | Chi tiết | - Hamoud - Atwi - Takaji |

### Bảng D
| VT | Đội               | ST | T | H | B | BT | BB | HS  | Đ | Giành quyền tham dự |
| -- | ----------------- | -- | - | - | - | -- | -- | --- | - | ------------------- |
| 1  | Tajikistan        | 3  | 3 | 0 | 0 | 19 | 11 | +8  | 9 | Vòng tranh Cúp vàng |
| 2  | Đài Bắc Trung Hoa | 3  | 2 | 0 | 1 | 14 | 7  | +7  | 6 |                     |
| 3  | Hàn Quốc          | 3  | 1 | 0 | 2 | 14 | 13 | +1  | 3 |                     |
| 4  | Qatar             | 3  | 0 | 0 | 3 | 8  | 24 | −16 | 0 |                     |

| Hàn Quốc                                                                                | 7 – 3    | Qatar                  |
| --------------------------------------------------------------------------------------- | -------- | ---------------------- |
| - Choi Yong Sun 1' - Lee Kyung 7', ?', ?' - Lim Dong Jun - Lee Sang Keun - Lee Moo Hyum | Chi tiết | - Al Naimi - Al Dosari |

| Đài Bắc Trung Hoa | 2 – 4  | Tajikistan |
| ----------------- | ------ | ---------- |
|                   | Report |            |

| Qatar                                  | 3 – 7    | Tajikistan                    |
| -------------------------------------- | -------- | ----------------------------- |
| - Al Kuwari - Al Dosari - Al Naimimade | Chi tiết | - Khojaev - Mahmudov - Jumaev |

| Đài Bắc Trung Hoa                   | 2 – 1    | Hàn Quốc      |
| ----------------------------------- | -------- | ------------- |
| - Ho Kou-chen - Chang Fu-hsiang 32' | Chi tiết | - Cho Jae Suk |

| Qatar | 2 – 10 | Đài Bắc Trung Hoa |
| ----- | ------ | ----------------- |
|       | Report |                   |

| Hàn Quốc        | 6 – 8    | Tajikistan                                             |
| --------------- | -------- | ------------------------------------------------------ |
| - Lee Sang Keun | Chi tiết | - Khojaev - Ismoilov - Mahmudov - Aknazarov - Nashikov |

### Bảng E
| VT | Đội       | ST | T | H | B | BT | BB | HS  | Đ | Giành quyền tham dự |
| -- | --------- | -- | - | - | - | -- | -- | --- | - | ------------------- |
| 1  | Nhật Bản  | 3  | 3 | 0 | 0 | 32 | 0  | +32 | 9 | Vòng tranh Cúp vàng |
| 2  | Indonesia | 3  | 2 | 0 | 1 | 17 | 10 | +7  | 6 |                     |
| 3  | Malaysia  | 3  | 1 | 0 | 2 | 11 | 9  | +2  | 3 |                     |
| 4  | Guam      | 3  | 0 | 0 | 3 | 2  | 43 | −41 | 0 |                     |

| Nhật Bản                                                                | 18 – 0   | Guam |
| ----------------------------------------------------------------------- | -------- | ---- |
| - Inato 1' - Kogure - Takahashi - Komiyama - Suzumura - Fuji - Kanayama | Chi tiết |      |

| Malaysia   | 1 – 2    | Indonesia                |
| ---------- | -------- | ------------------------ |
| Zainal 12' | Chi tiết | - Irawan 8' - Victor 27' |

| Guam            | 2 – 15   | Indonesia                                                                                   |
| --------------- | -------- | ------------------------------------------------------------------------------------------- |
| - Bush - Pioppi | Chi tiết | - Ladjanabi - Polnaya - Karmadi - Irawan - Victor - Issa - Kurniawan - Matulessy - Thiyarto |

| Malaysia | 0 – 7    | Nhật Bản                                |
| -------- | -------- | --------------------------------------- |
|          | Chi tiết | - Kogure 8' - Fujii - Kanayamai - Inaba |

| Guam | 0 – 10   | Malaysia                                                                             |
| ---- | -------- | ------------------------------------------------------------------------------------ |
|      | Chi tiết | - Sathiyamoorthi 14', 26' - Ab Karnim 14' - Ghaffar - Zainuddin - Abdul Aziz - Leong |

| Nhật Bản                          | 7 – 0    | Indonesia |
| --------------------------------- | -------- | --------- |
| - Takahashi - Kogure - Ito - Higa | Chi tiết |           |

### Bảng F
| VT | Đội        | ST | T | H | B | BT | BB | HS  | Đ | Giành quyền tham dự |
| -- | ---------- | -- | - | - | - | -- | -- | --- | - | ------------------- |
| 1  | Kyrgyzstan | 3  | 3 | 0 | 0 | 11 | 1  | +10 | 9 | Vòng tranh Cúp vàng |
| 2  | Iraq       | 3  | 2 | 0 | 1 | 13 | 5  | +8  | 6 |                     |
| 3  | Hồng Kông  | 3  | 0 | 1 | 2 | 3  | 11 | −8  | 1 |                     |
| 4  | Việt Nam   | 3  | 0 | 1 | 2 | 3  | 13 | −10 | 1 |                     |

| Kyrgyzstan                      | 4 – 1                   | Việt Nam        |
| ------------------------------- | ----------------------- | --------------- |
| - Emil 3', 9', 18' - Andrey 13' | Chi tiết Chi tiết (AFC) | Quốc Khương 14' |

| Iraq                                       | 5 – 2                   | Hồng Kông                        |
| ------------------------------------------ | ----------------------- | -------------------------------- |
| - Safi 9' - Ghazi 10', ?' - Mohamed - Naji | Chi tiết Chi tiết (AFC) | - Nong Chin Hung 5' - So Yiu Man |

| Việt Nam         | 1 – 1    | Hồng Kông                 |
| ---------------- | -------- | ------------------------- |
| - Quốc Khương 9' | Chi tiết | - Kwan Yee Lo 20' (ph.đ.) |

| Iraq | 0 – 2    | Kyrgyzstan     |
| ---- | -------- | -------------- |
|      | Chi tiết | - Merat - Emil |

| Việt Nam        | 1 – 8    | Iraq                                                            |
| --------------- | -------- | --------------------------------------------------------------- |
| - Tuấn Thành 2' | Chi tiết | - Naji 6', 7', 36' - Ghazi 22', 26' - Safi 25' - Kamel 33', 34' |

| Kyrgyzstan                             | 5 – 0    | Hồng Kông |
| -------------------------------------- | -------- | --------- |
| - Djetybaev - Pestryakov - Kenjisariev | Chi tiết |           |

### Xếp hạng các đội nhì bảng đấu
| VT | Bg | Đội               | ST | T | H | B | BT | BB | HS  | Đ | Giành quyền tham dự |
| -- | -- | ----------------- | -- | - | - | - | -- | -- | --- | - | ------------------- |
| 1  | A  | Trung Quốc        | 3  | 2 | 1 | 0 | 37 | 2  | +35 | 7 | Vòng tranh Cúp vàng |
| 2  | C  | Kuwait            | 3  | 2 | 0 | 1 | 16 | 4  | +12 | 6 | Vòng tranh Cúp vàng |
| 3  | B  | Palestine         | 3  | 2 | 0 | 1 | 24 | 15 | +9  | 6 |                     |
| 4  | F  | Iraq              | 3  | 2 | 0 | 1 | 13 | 5  | +8  | 6 |                     |
| 5  | E  | Indonesia         | 3  | 2 | 0 | 1 | 17 | 10 | +7  | 6 |                     |
| 6  | D  | Đài Bắc Trung Hoa | 3  | 2 | 0 | 1 | 14 | 7  | +7  | 6 |                     |

## Vòng tranh Cúp bạc

### Vòng bảng thứ hai

#### Bảng I
| VT | Đội          | ST | T | H | B | BT | BB | HS  | Đ | Giành quyền tham dự     |
| -- | ------------ | -- | - | - | - | -- | -- | --- | - | ----------------------- |
| 1  | Palestine    | 3  | 3 | 0 | 0 | 34 | 8  | +26 | 9 | Vòng đấu loại trực tiếp |
| 2  | Turkmenistan | 3  | 2 | 0 | 1 | 20 | 15 | +5  | 6 |                         |
| 3  | Qatar        | 3  | 1 | 0 | 2 | 24 | 24 | 0   | 3 |                         |
| 4  | Guam         | 3  | 0 | 0 | 3 | 5  | 36 | −31 | 0 |                         |

| Palestine | 14 – 0 | Guam |
| --------- | ------ | ---- |
|           | Report |      |

| Turkmenistan | 8 – 6  | Qatar |
| ------------ | ------ | ----- |
|              | Report |       |

| Guam | 4 – 14 | Qatar |
| ---- | ------ | ----- |
|      | Report |       |

| Turkmenistan | 4 – 8  | Palestine |
| ------------ | ------ | --------- |
|              | Report |           |

| Guam | 1 – 8  | Turkmenistan |
| ---- | ------ | ------------ |
|      | Report |              |

| Palestine | 12 – 4 | Qatar |
| --------- | ------ | ----- |
|           | Report |       |

#### Bảng J
| VT | Đội         | ST | T | H | B | BT | BB | HS  | Đ | Giành quyền tham dự     |
| -- | ----------- | -- | - | - | - | -- | -- | --- | - | ----------------------- |
| 1  | Iraq        | 3  | 3 | 0 | 0 | 14 | 5  | +9  | 9 | Vòng đấu loại trực tiếp |
| 2  | Việt Nam    | 3  | 2 | 0 | 1 | 10 | 6  | +4  | 6 |                         |
| 3  | Philippines | 3  | 1 | 0 | 2 | 6  | 8  | −2  | 3 |                         |
| 4  | Bhutan      | 3  | 0 | 0 | 3 | 8  | 19 | −11 | 0 |                         |

| Iraq        | 1 – 0    | Việt Nam |
| ----------- | -------- | -------- |
| - Kamel 10' | Chi tiết |          |

| Philippines | 3 – 1  | Bhutan |
| ----------- | ------ | ------ |
|             | Report |        |

| Việt Nam                                                    | 6 – 3    | Bhutan                 |
| ----------------------------------------------------------- | -------- | ---------------------- |
| - Tuấn Thành 4', 5', ?' - Hồng Sơn 16' - Quốc Khương 7', ?' | Chi tiết | - 14' - 20' - Pema 22' |

| Philippines | 1 – 3  | Iraq |
| ----------- | ------ | ---- |
|             | Report |      |

| Việt Nam                                   | 4 – 2    | Philippines              |
| ------------------------------------------ | -------- | ------------------------ |
| - Minh Châu - Tuấn Thành - Quốc Khương 25' | Chi tiết | - Espinosa - Nejadnafavi |

| Iraq | 10 – 4 | Bhutan |
| ---- | ------ | ------ |
|      | Report |        |

#### Bảng K
| VT | Đội       | ST | T | H | B | BT | BB | HS  | Đ | Giành quyền tham dự     |
| -- | --------- | -- | - | - | - | -- | -- | --- | - | ----------------------- |
| 1  | Liban     | 3  | 3 | 0 | 0 | 20 | 5  | +15 | 9 | Vòng đấu loại trực tiếp |
| 2  | Indonesia | 3  | 1 | 1 | 1 | 16 | 10 | +6  | 4 |                         |
| 3  | Malaysia  | 3  | 1 | 1 | 1 | 14 | 9  | +5  | 4 |                         |
| 4  | Ma Cao    | 3  | 0 | 0 | 3 | 2  | 28 | −26 | 0 |                         |

| Indonesia | 9 – 1  | Ma Cao |
| --------- | ------ | ------ |
|           | Report |        |

| Liban | 5 – 1  | Malaysia |
| ----- | ------ | -------- |
|       | Report |          |

| Ma Cao | 0 – 9  | Malaysia |
| ------ | ------ | -------- |
|        | Report |          |

| Liban | 5 – 3  | Indonesia |
| ----- | ------ | --------- |
|       | Report |           |

| Ma Cao    | 1 – 10   | Liban                                            |
| --------- | -------- | ------------------------------------------------ |
| Tsi Yeung | Chi tiết | - Hammoud - Abbas - Atwi - Takaji - Daher - Said |

| Indonesia                         | 4 – 4    | Malaysia                        |
| --------------------------------- | -------- | ------------------------------- |
| - R. Vernes - Vennard - Ladjanabi | Chi tiết | - Gaffar - Aziz - Rahim - Leong |

#### Bảng L
| VT | Đội               | ST | T | H | B | BT | BB | HS  | Đ | Giành quyền tham dự     |
| -- | ----------------- | -- | - | - | - | -- | -- | --- | - | ----------------------- |
| 1  | Hồng Kông         | 3  | 3 | 0 | 0 | 11 | 3  | +8  | 9 | Vòng đấu loại trực tiếp |
| 2  | Đài Bắc Trung Hoa | 3  | 2 | 0 | 1 | 8  | 5  | +3  | 6 |                         |
| 3  | Hàn Quốc          | 3  | 1 | 0 | 2 | 18 | 11 | +7  | 3 |                         |
| 4  | Maldives          | 3  | 0 | 0 | 3 | 5  | 23 | −18 | 0 |                         |

| Đài Bắc Trung Hoa | 4 – 1  | Maldives |
| ----------------- | ------ | -------- |
|                   | Report |          |

| Hàn Quốc | 2 – 4  | Hồng Kông |
| -------- | ------ | --------- |
|          | Report |           |

| Maldives | 1 – 6  | Hồng Kông |
| -------- | ------ | --------- |
|          | Report |           |

| Hàn Quốc | 3 – 4  | Đài Bắc Trung Hoa |
| -------- | ------ | ----------------- |
|          | Report |                   |

| Maldives | 3 – 13 | Hàn Quốc |
| -------- | ------ | -------- |
|          | Report |          |

| Đài Bắc Trung Hoa | 0 – 1    | Hồng Kông       |
| ----------------- | -------- | --------------- |
|                   | Chi tiết | - Man Chuan 27' |

### Vòng đấu loại trực tiếp
Trong vòng đấu loại trực tiếp, loạt sút luân lưu sẽ được sử dụng để xác định đội thắng cuộc nếu hòa sau thời gian thi đấu chính thức.
|  | Bán kết                     | Bán kết |   |  | Chung kết                   | Chung kết |  |
|  |                             |         |   |  |                             |           |  |
|  | 3 tháng 6 – TP. Hồ Chí Minh |         |   |  |                             |           |  |
|  | Palestine                   | 3       |   |  |                             |           |  |
|  | Liban                       | 6       |   |  |                             |           |  |
|  |                             |         |   |  |                             |           |  |
|  |                             |         |   |  | 4 tháng 6 – TP. Hồ Chí Minh |           |  |
|  |                             |         |   |  | Liban                       | 6         |  |
|  |                             | Iraq    | 2 |  |                             |           |  |
|  |                             |         |   |  |                             |           |  |
|  |                             |         |   |  |                             |           |  |
|  |                             |         |   |  |                             |           |  |
|  | 3 tháng 6 – TP. Hồ Chí Minh |         |   |  |                             |           |  |
|  | Iraq                        | 4       |   |  |                             |           |  |
|  | Hồng Kông                   | 3       |   |  |                             |           |  |

#### Bán kết
| Palestine | 3 – 6    | Liban |
| --------- | -------- | ----- |
|           | Chi tiết |       |

| Iraq                          | 4 – 3    | Hồng Kông                                             |
| ----------------------------- | -------- | ----------------------------------------------------- |
| - Ghazi - Jabir - Ali - Kamel | Chi tiết | - So Sheung Kwai - Leung Chi Kuh - Szeto Man Chun 37' |

#### Chung kết
| Liban                                                               | 6 – 2    | Iraq           |
| ------------------------------------------------------------------- | -------- | -------------- |
| - Itani 5' - Takaji ?', 34' - Atwi 31' - Abou-Chaaya 38' - Said 40' | Chi tiết | Ghazi · Shamil |

## Vòng tranh Cúp vàng

### Vòng bảng thứ hai

#### Bảng G
| VT | Đội        | ST | T | H | B | BT | BB | HS  | Đ | Giành quyền tham dự     |
| -- | ---------- | -- | - | - | - | -- | -- | --- | - | ----------------------- |
| 1  | Nhật Bản   | 3  | 3 | 0 | 0 | 12 | 4  | +8  | 9 | Vòng đấu loại trực tiếp |
| 2  | Iran       | 3  | 1 | 1 | 1 | 14 | 9  | +5  | 4 | Vòng đấu loại trực tiếp |
| 3  | Thái Lan   | 3  | 1 | 1 | 1 | 8  | 9  | −1  | 4 |                         |
| 4  | Trung Quốc | 3  | 0 | 0 | 3 | 6  | 18 | −12 | 0 |                         |

| Thái Lan                       | 3 – 2  | Trung Quốc                 |
| ------------------------------ | ------ | -------------------------- |
| Munjarern 20' · Janta 33', 34' | Report | Yan Fei 19' · Zhang Xi 36' |

| Iran        | 1 – 3  | Nhật Bản                    |
| ----------- | ------ | --------------------------- |
| Soltani 38' | Report | Kogure 25', 29' · Fujii 35' |

| Trung Quốc      | 1 – 5    | Nhật Bản                                                      |
| --------------- | -------- | ------------------------------------------------------------- |
| Wang Xiaoyu 21' | Chi tiết | Ono 7' · Suzumura 20' · Fujii 25' · Kogure 28' · Kanayama 31' |

| Iran                                        | 3 – 3    | Thái Lan                   |
| ------------------------------------------- | -------- | -------------------------- |
| Zareei 14' · Shamsaei 34' · Hashemzadeh 37' | Chi tiết | Janta 2', 26' · Piemkum 3' |

| Trung Quốc                                  | 3 – 10 | Iran |
| ------------------------------------------- | ------ | --- |
| Zhang Jiong 22' · Li Jian 35' · Yan Fei 40' | Report | Zareei 3', 7', 15' · Soltani 12', 40' · Hashemian 13' · Shamsaei 20', 24' · Heidarian 23' · Hashemzadeh 29' |

| Thái Lan                  | 2 – 4    | Nhật Bản                                |
| ------------------------- | -------- | --------------------------------------- |
| Janta 35' · Munjarern 40' | Chi tiết | Suzumura 1' · Kogure 16', 40' · Ono 40' |

#### Bảng H
| VT | Đội        | ST | T | H | B | BT | BB | HS  | Đ | Giành quyền tham dự     |
| -- | ---------- | -- | - | - | - | -- | -- | --- | - | ----------------------- |
| 1  | Uzbekistan | 3  | 3 | 0 | 0 | 17 | 5  | +12 | 9 | Vòng đấu loại trực tiếp |
| 2  | Kyrgyzstan | 3  | 2 | 0 | 1 | 9  | 7  | +2  | 6 | Vòng đấu loại trực tiếp |
| 3  | Kuwait     | 3  | 1 | 0 | 2 | 11 | 15 | −4  | 3 |                         |
| 4  | Tajikistan | 3  | 0 | 0 | 3 | 6  | 16 | −10 | 0 |                         |

| Kuwait    | 1 – 4  | Kyrgyzstan                          |
| --------- | ------ | ----------------------------------- |
| Al-Nakkas | Report | Kenjisariev · Abdyraimov · Duvanaev |

| Tajikistan | 1 – 5  | Uzbekistan                             |
| ---------- | ------ | -------------------------------------- |
| Nasikhov   | Report | Kudratov · Korolev · Ahmedov · Zakirov |

| Uzbekistan                                                                    | 6 – 2  | Kuwait                  |
| ----------------------------------------------------------------------------- | ------ | ----------------------- |
| Ahmedov 3' · Odushev 16' · Sharafutdinov 18' · Mamedov 31' · Korolev 39', 40' | Report | Al-Mass 36' · Khalf 38' |

| Tajikistan | 0 – 3  | Kyrgyzstan                                        |
| ---------- | ------ | ------------------------------------------------- |
|            | Report | Pestryakov 21' · Abdyraimov 23' · Kenjisariev 24' |

| Kuwait                                                                    | 8 – 5  | Tajikistan                                                     |
| ------------------------------------------------------------------------- | ------ | -------------------------------------------------------------- |
| Al-Otaibi 6', 23', 30' · Al-Asfour 9', 15', 35' · Khalf 18' · Al-Naqi 20' | Report | Khojaev 5', 14' · Makhmudov 6' · Ulmasov 11' · Davlatbekov 19' |

| Uzbekistan                                                    | 6 – 2  | Kyrgyzstan                    |
| ------------------------------------------------------------- | ------ | ----------------------------- |
| Ahmedov 2' · Mamedov 18' · Buriev 25', 37' · Odushev 29', 39' | Report | Sardarov 34' · Abdyraimov 36' |

### Vòng đấu loại trực tiếp
Trong vòng đấu loại trực tiếp, hiệp phụ (có áp dụng luật bàn thắng vàng) và loạt sút luân lưu sẽ được sử dụng để xác định đội thắng cuộc nếu hòa sau thời gian thi đấu chính thức.
|  | Bán kết                     | Bán kết |   |  | Chung kết                   | Chung kết |  |
|  |                             |         |   |  |                             |           |  |
|  | 2 tháng 6 – TP. Hồ Chí Minh |         |   |  |                             |           |  |
|  | Nhật Bản                    | 4       |   |  |                             |           |  |
|  | Kyrgyzstan                  | 3       |   |  |                             |           |  |
|  |                             |         |   |  |                             |           |  |
|  |                             |         |   |  | 4 tháng 6 – TP. Hồ Chí Minh |           |  |
|  |                             |         |   |  | Nhật Bản                    | 0         |  |
|  |                             | Iran    | 2 |  |                             |           |  |
|  |                             |         |   |  |                             |           |  |
|  |                             |         |   |  |                             |           |  |
|  |                             |         |   |  |                             |           |  |
|  | 2 tháng 6 – TP. Hồ Chí Minh |         |   |  |                             |           |  |
|  | Uzbekistan                  | 1       |   |  |                             |           |  |
|  | Iran                        | 4       |   |  |                             |           |  |

#### Bán kết
| Nhật Bản                                       | 4 – 3    | Kyrgyzstan             |
| ---------------------------------------------- | -------- | ---------------------- |
| Takahashi 20' · Kogure 21', 23' · Suzumura 27' | Chi tiết | Djetybaev 5', 13', 19' |

| Uzbekistan  | 1 – 4    | Iran                                           |
| ----------- | -------- | ---------------------------------------------- |
| Korolev 36' | Chi tiết | Raeisi 3' · Hashemzadeh 8' · Shamsaei 13', 15' |

#### Chung kết
| Nhật Bản | 0 – 2    | Iran                    |
| -------- | -------- | ----------------------- |
|          | Chi tiết | Shamsaei 3' · Zareei 8' |

## Giải thưởng
| Vô địch Giải vô địch bóng đá trong nhà châu Á 2005 |
| -------------------------------------------------- |
| · Iran · Lần thứ 7                                 |

| Reza Nasseri, Amin Hashemian, Morteza Azimaei, Mohsen Zareei, Mohammad Hashemzadeh, Hossein Soltani, Mostafa Imanvand, Majid Raeisi, Vahid Shamsaei, Mohammad Reza Heidarian, Majid Tikdarinejad, Hamid Reza Abrarinia, Mohammad Taheri, Javad Maheri |
| Huấn luyện viên: Jurandir Dutra |

| Cầu thủ xuất sắc nhất giải | Vua phá lưới            |
| -------------------------- | ----------------------- |
| Kenichiro Kogure           | Vahid Shamsaei (23 bàn) |

## Cầu thủ ghi bàn
Đã có 720 bàn thắng ghi được trong 78 trận đấu, trung bình 9.23 bàn thắng mỗi trận đấu.

23 bàn
- Vahid Shamsaei

21 bàn
- Kenichiro Kogure

13 bàn
- Taji Abdullayev

12 bàn
- Hassan Huthut
- Panuwat Janta

11 bàn
- Hayssam Atwi
- Khaled Takaji
- Abdulaziz Al-Kuwari

10 bàn
- Abdul-Karim Ghazi
- Mahmoud Itani
- Nader Hajjar
- Lee Sang-keun

9 bàn
- Mohammed Hassanain
- Lee Kyung-min

8 bàn
- Emil Kenjisariev
- Hashem Al-Shurafa
- Hazem Hajjar
- Rashid Al-Dosari
- Anucha Munjarern
- Joe Nueangkord
- Yilham Ilmuradov

7 bàn
- Viernes Ricardo Polnaya
- Mohammad Hashemzadeh
- Hossein Soltani
- Wameedh Shamil
- Kensuke Takahashi
- Ahmad Al-Asfour
- Khalid Gharib
- Prasert Innui
- Abdulla Buriev
- Nikolay Odushev

6 bàn
- Wu Zhuoxi
- Yan Fei
- Zhang Jiong
- Andi Irawan
- Majid Raeisi
- Mohsen Zareei
- Nurjan Djetybaev
- Rafat Rabee
- Lertchai Issarasuwipakorn
- Pattaya Piemkum
- Bahodir Ahmedov

5 bàn
- Zhang Xi
- Leung Chi Kui
- Sayan Karmadi
- Jaelani Ladjanibi
- Zaid Watheq
- Kenta Fujii
- Nawaf Al-Otaibi
- Rabih Abu Chaaya
- Ng Boon Leong
- Khurshed Makhmudov
- Agajan Resulov
- Aleksandr Korolev
- Anvar Mamedov
- Farruh Zakirov
- Lê Quốc Khương
- Nguyễn Tuấn Thành

4 bàn
- Wang Xiaoyu
- Yang Du
- Chang Fu-hsiang
- Hsueh Ming-wen
- Vennard Hutabarat
- Zaman Majid
- Yuki Kanayama
- Takuya Suzumura
- Fawzi Al-Mass
- Faizul Abdul Gaffar
- Ahmed Abdalhadi
- Mustafa Yasin
- Alexander Borromeo
- Narongsak Khongkaew
- Furkat Kudratov
- Saidolimhon Sharafutdinov

3 bàn
- Passang Tshering
- Li Jian
- Xiong Sui
- Chen Kun-shan
- Ho Kuo-chen
- So Sheung Kwai
- Wahyu Triyanto
- Mohammad Reza Heidarian
- Javad Maheri
- Yasir Hameed
- Raed Khalf
- Daniar Abdyraimov
- Andrey Pestryakov
- Hassan Hammoud
- Ibrahim Hammoud
- Serge Said
- Ho Wai Tong
- Leong Lap San
- Mohd Saiful Mohd Noor
- Anton del Rosario
- Mohsin Ali
- Cho Jae-suk
- Oh Su-taek
- Eradzh Nasikhov
- Shavkatbek Muhitdinov
- Ilhom Yusupdjanov